# 石永市楼
石永市楼，位于山西省吕梁市文水县下曲镇石永村，已列为山西省文物保护单位。

## 保护
2021年8月4日，石永市楼由山西省人民政府公布为第六批山西省文物保护单位，编号6-127。